# Juan Llach
Juan José Llach (Buenos Aires, 7 de febrero de 1944-Buenos Aires, 20 de abril de 2025) fue un economista y sociólogo argentino. Se desempeñó como docente universitario, investigador y director de la Licenciatura en Economía Empresarial de la Universidad Austral. Fue, también, profesor en la IAE Business School de la Universidad Austral y miembro de las academias nacionales de Educación (2003-2025) y de Ciencias Económicas (2007-2025), elegido presidente de la misma por sus pares (período 2022-2025). Entre 1994 y 2019 fue miembro de la Academia Pontificia de Ciencias Sociales, cuyo Consejo integró entre 2004 y 2019.
En la función pública, ocupó los cargos de secretario de Programación Económica desde 1991 hasta 1996 y de ministro de Educación de la Argentina desde 1999 hasta 2000.

## Biografía

### Estudios y carrera académica
Realizó sus estudios primarios y secundarios en el Colegio del Salvador, egresando con ¨Medalla de Oro¨, en 1961. En la Universidad Católica Argentina (UCA) se recibió de Licenciado en Sociología (1968), y en la Universidad de Buenos Aires (UBA) se graduó como Licenciado en Economía (1972). Es fanático de Rosario Central.
Fue becario de iniciación y perfeccionamiento del CONICET (1969-1973) y miembro de la Carrera del Investigador (1974 y 2004), renunciando por incompatibilidad con su actividad como consultor. Fue docente de las universidades Católica Argentina, del Salvador, de Buenos Aires y Nacional de La Plata. Enseña en la Universidad Austral (IAE Business School y Facultad de Ciencias Económicas), donde dirigió el proyecto "Productividad inclusiva", y en la Universidad Torcuato Di Tella. 
Su tesis de licenciatura en sociología fue El rol de la mujer en la sociedad en transición (1968). Luego sus investigaciones se enfocaron en la integración de la economía y la sociología en la historia económica argentina y en estudios sobre el mercado laboral, las hiperinflaciones, la educación y el federalismo, entre otros. Acerca de estos temas publicó once libros y más de cincuenta artículos académicos. Desde 2002 dirige en el IAE el programa de gobierno para el desarrollo de líderes de comunidades locales, cursado hasta 2017 por unos 1000 funcionarios de provincias y municipios. Fue, además, asesor de la Red de Acción Política (RAP), organización de fomento de la amistad cívica y capacitación de cerca de 200 políticos de los principales partidos, en especial en temas de educación y federalismo.

### Actividad política
Se formó en el pensamiento socialcristiano desde el Colegio del Salvador, militando muy joven en el Partido Demócrata Cristiano. Siendo presidente del Centro de Estudiantes de Sociología de la UCA promovió la fórmula Raúl Matera-Horacio Sueldo para las elecciones presidenciales de 1963. Desde el mismo Centro repudió la intervención de las universidades nacionales en 1966. Por este y otros hechos fue sancionado por la UCA con un año de suspensión y la quita de la medalla de oro.
Se acercó luego al peronismo, militando en el Consejo Tecnológico, dirigido por Rolando García, y en la Agrupación de Docentes Universitarios Peronistas de la Facultad de Agronomía, donde fue profesor titular de Sociología Rural hasta ser despedido por el rector-interventor Alberto Ottalagano en 1974. Junto a Pablo Gerchunoff y otros colegas y políticos dirigidos por Antonio Cafiero, trabajó en un proyecto de actualización del pensamiento económico del peronismo en 1979. Su última participación en el peronismo fue en 1990 en la Fundación Andina, dirigida por José Octavio Bordón. En 2002 participó en el Diálogo Argentino como asesor de la Conferencia Episcopal Argentina (CEA).
En 2007, junto a Alfredo Canavese y Guillermo Rozenwurcel organizó y promovió el sitio web "Cuidemos al INDEC", dada la gravedad de las distorsiones estadísticas iniciadas con el IPC de enero de 2007. La declaración allí publicada fue firmada por más de 500 investigadores y profesionales de las ciencias sociales.

### Función pública
En enero de 1991, siendo presidente Carlos Menem, fue jefe de asesores (1991) y luego secretario de Programación Económica (1991-1996) del ministro de Economía Domingo F. Cavallo, participando en el diseño del plan de convertibilidad. Como secretario de Programación tuvo a su cargo el INDEC. En la Secretaría promovió, entre otros proyectos, la ley de inversión pública, votada por unanimidad en el Congreso, la creación del Fondo Tecnológico Argentina (FONTAR), junto a Juan Carlos del Bello, y un régimen de descuentos de aportes patronales para las regiones más pobres y distantes de Buenos Aires, vigente hasta 2017.   [cita requerida]
En diciembre de 1999, Juan Llach fue designado como Ministro de Educación de la Nación por el presidente Fernando de la Rúa. Durante su gestión se inscribió al país en varias pruebas internacionales como PISA y se creó el Instituto de Evaluación de la Calidad Educativa, que sería derogado durante el gobierno de Duhalde. También se esbozó la idea de un fondo de asignación específica para la educación, que recién llegaría a implementarse en 2005 con la ley de financiamiento educativo. Renunció al cargo en octubre del 2000.

## Publicaciones
Entre sus trabajos más importantes se encuentran:
- La naturaleza institucional e internacional de las hiperestabilizaciones (1ª edición). Instituto Torcuato Di Tella. 1985. ISBN 978-950-621-020-5.
- La Argentina que no fue - Las fragilidades de la Argentina agroexportadora : 1918-1930 (1ª edición). Edición del Autor. 1985. ISBN 978-950-43-0364-0.
- Reconstrucción o estancamiento (1ª edición). Tesis-Norma. 1987. ISBN 978-950-9109-50-6.
- Otro siglo, otra Argentina (1ª edición). Editorial Paidós. 1997. ISBN 978-950-9122-53-6. Reimpreso en 1999
- Un trabajo para todos, junto a Ernesto Kritz, Darío Braun, Lucas Llach y Alejandra Torres (Buenos Aires, Consejo Empresario Argentino, 1997)
- Educación para todos (1ª edición). I.E.R.A.L. Fundación Mediterránea - U.I.C. 1999. ISBN 978-987-97172-3-3.
- En pos de la equidad - La pobreza y la distribución del ingreso en el área metropolitana de Buenos Aires : diagnóstico y alternativas de políticas (1ª edición). I.E.R.A.L. Fundación Mediterránea - U.I.C. 1999. ISBN 978-987-97172-2-6. (En coautoría con Silvia Montoya)
- El renacer de lo local - Buenas prácticas de gobiernos subnacionales en América Latina (1ª edición). Universidad Austral. 2005. ISBN 978-950-893-579-3. (En coautoría con Vera França Leite y Daniel Biagioni)
- El desafío de la equidad educativa (1ª edición). Granica. 2006. ISBN 978-950-641-475-7. (Obra colectiva)
- En busca de los acuerdos perdidos (1ª edición). Temas Grupo Editorial. 2010. ISBN 978-950-9445-78-9.
- Claves del retraso y del progreso de la Argentina (1ª edición). Temas Grupo Editorial. 2011. ISBN 978-987-1826-06-3. (En coautoría con Martín Lagos, Eduardo Fracchia y Fernando Marull)
- Federales y unitarios en el siglo XXI (1ª edición). Temas Grupo Editorial. 2013. ISBN 978-987-1826-74-2.
- Consecuencias económicas y políticas del federalismo fiscal argentino (1ª edición). Universidad Nacional de La Plata. 2013. ISBN 978-950-34-1038-7. (Obra colectiva)
- El país de las desmesuras (2ª edición). El Ateneo. 2016. ISBN 978-950-02-9940-4. (En colaboración con Martín Lagos)

Entre sus principales artículos académicos se encuentran:
- Juan J. Llach, Cecilia Adrogué y María Elina Gigaglia (2009). “Do longer school days have enduring educational, occupational or income effects? A natural experiment on the effects of lengthening primary school days in Buenos Aires”, Economia (LACEA), Fall 2009, 10, 2.
- Summary on Globalization (Vatican City: The Pontifical Academy of Social Sciences, 2008)
- Juan J. Llach y Jorge E. Fernández Pol, "Sustitución de las retenciones a las exportaciones por un impuesto a la tierra libre de mejoras y subsidios explícitos al consumo interno de alimentos", Estudios, VIII, 34, abril -junio de 1985.
- "El Plan Pinedo de 1940, su significado histórico y los orígenes de la economía política del peronismo", Desarrollo Económico, 23, 92, enero-marzo de 1984 (515-558).
- Pablo Gerchunoff y Juan J. Llach, "Capitalismo industrial, desarrollo asociado y distribución del ingreso entre los dos gobiernos peronistas: 1950-1972", Desarrollo Económico, vol. 15, 57, abril-junio de 1975 (3-54).